# 덕촌항
덕촌항은 전라남도 장흥군 대덕읍 덕촌리에 있는 어항이다. 1973년 3월 7일 지방어항으로 지정하여 관리하고 있다. 시설관리자는 장흥군수이다.

## 어항 구역
본 항의 어항구역은 다음과 같다.
- 수역: 228,060m2

## 어항 시설
- 물양장 50m, 방파제 132m

## 주요 어종
- 낙지